# 혼다 미유
혼다 미유(일본어: 本田 望結 ほんだ みゆ[*], 2004년 6월 1일 ~ )는 일본의 배우, 모델, 아역 배우, 피겨 스케이팅 선수이다. 교토부에서 태어났다.

## 방송
- 탐정소녀 아리스의 사건부
- 세토우치 소년 야구단
- 경부보 스기야마 신타로 ~키치죠지서 사건 파일
- 썸머 레스큐~ 천공의 진료소~
- 어린이 경찰

## 영화
- 도쿄 괴담 (2022년)
- 리즈와 파랑새 (2018년) - 리즈 목소리 역
- 탐정소녀 아리사의 사건부 (2016년)
- 세토우치 소년 야구단 (2016년)
- 미루나무의 가을 (2015년)
- 경부보 스기야마 신타로 ~키치죠지서 사건 파일 (2015년)
- 극장판 어린이 경찰 (2013년)
- 노란 코끼리 (2013년) - 츠마리 아이코(유년시절) 역
- 어린이 경찰 (2012년) - 하야시 마이코 역
- 가정부 미타 (2011년) - 아스다 키이 역